# Volle Kanne

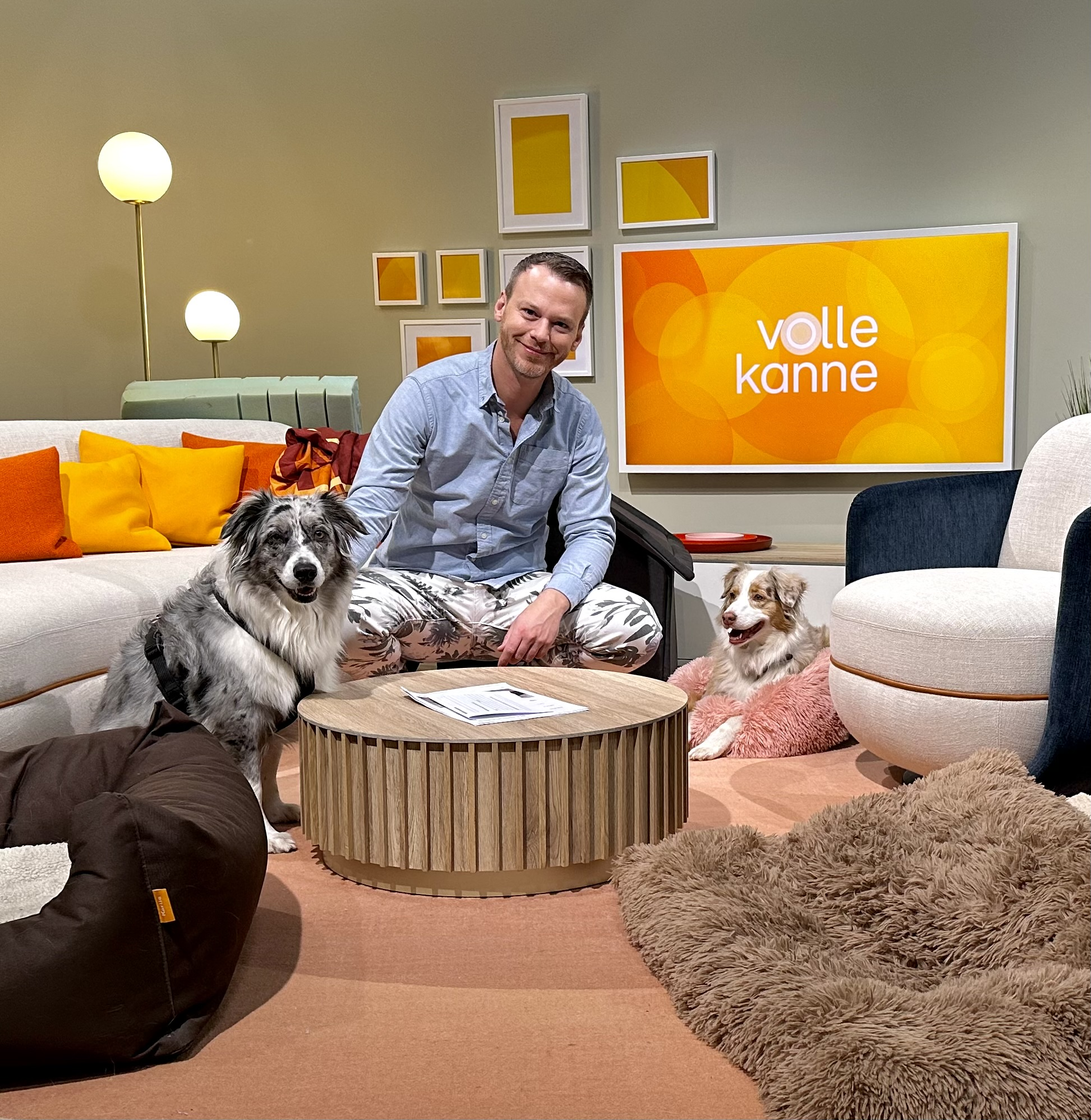
Christian Ehrlich im Studio von "Volle Kanne" (2023)

Volle Kanne (bis 2001: Volle Kanne, Susanne und seit 2001: Volle Kanne – Service täglich) ist ein Servicemagazin im ZDF, das montags bis freitags jeweils von 9:05 bis 10:30 Uhr live gesendet wird. Vereinzelt wird – wie an den ZDF-Übertragungstagen für Olympia – nur eine entsprechend kürzere Kompaktausgabe der Sendung ausgestrahlt.

## Geschichte
Die erste Sendung wurde im August 1999 unter dem Namen Volle Kanne, Susanne mit der Moderatorin Susanne Stichler ausgestrahlt und war zunächst halbstündig. Anfang 2000 wurde auf eine Stunde verlängert und Stichler moderierte die nach ihr benannte Sendung fortan im Wechsel mit anderen Moderatoren. Daraufhin wurde die Sendung im Dezember 2001 in Volle Kanne – Service täglich umbenannt. Anfang November 2003 verlängerte das ZDF die Sendezeit auf 85 Minuten und integrierte das gerade abgesetzte Gesundheitsmagazin Praxis täglich mit Günter Gerhardt als ständige Rubrik. Armin Roßmeier kocht seitdem in jeder Sendung in der Rubrik „Einfach lecker“. Dabei geht er in einer Warenkunde auf die Besonderheiten der meist saisonalen Zutaten ein und liefert Nährwertinformationen, zum Beispiel für Diabetiker. Seit Anfang 2020 wechselt sich Roßmeier mit Mario Kotaska ab. Der Düsseldorfer Konditormeister Heinz-Richard Heinemann serviert Torten und Pralinés. Am 22. Februar 2008 wurde das Jubiläum der 2000. Sendung gefeiert, am 5. April 2012 wurde die 3000. Sendung ausgestrahlt.

## Sendung
In jeder Sendung ist ein prominenter „Frühstücksgast“ dabei, an den Zuschauer Fragen stellen können. Zu Beginn jeder Sendung behandelt das „Top-Thema“ ein aktuelles Thema aus den Bereichen Recht, Familie, Arbeit, Finanzen oder Gesundheit. Immer freitags fasst stattdessen die Rubrik „Ach, so!“ die wichtigsten Verbraucherthemen der Woche zusammen. Ab 13. März 2006 erklärte Florian Weiss als „Besserwisser“ Kuriositäten des Alltags, physikalische Phänomene oder den Ursprung bekannter Sprichwörter. Seit 10. Mai 2021 präsentiert Dana Hoffmann die Rubrik, nachdem Florian Weiss die Moderation der Sendung selbst übernommen hat. Dabei werden auch regelmäßig die Zuschauer durch ein Ratespiel interaktiv in die Sendung eingebunden. Die Rubrik „Ach, was?!“ berichtet täglich über Klatsch und Tratsch aus der Welt der Stars. Damit beschäftigt sich zuweilen auch Society-Expertin Patricia von der Heyde intensiver. Elmar Mai gibt regelmäßig Gartentipps.

## Produktion
Produziert wurde die Sendung seit dem Start im ZDF-Landesstudio Nordrhein-Westfalen in Düsseldorf-Golzheim. Anfang 2022 zog das Studio ins Düsseldorfer WDR-Funkhaus um. Seit 31. Januar 2022 sendet Volle Kanne aus diesem Studio und erhielt ein neues Studiodesign.
Ein paar Mal pro Jahr kommt Volle Kanne open air aus anderen Orten. Bisherige Produktionsorte waren Gran Canaria, das Bergwerk Prosper-Haniel in Bottrop, Garmisch-Partenkirchen, die Seiser Alm in Südtirol, Ellmau am Wilden Kaiser sowie Heringsdorf auf Usedom. Nach Angaben des ZDF sind pro Folge Kosten von rund 48.000 Euro veranschlagt.

## Moderation
| Aktuelle Moderatoren  | Jahre                | Bemerkung        |
| --------------------- | -------------------- | ---------------- |
| Andrea Ballschuh      | 2003–2009, 2011–2016 | Hauptmoderatorin |
| Andrea Ballschuh      | seit 2022            | Vertretung       |
| Nadine Krüger         | 2009–2011, seit 2013 | Hauptmoderatorin |
| Carsten Rüger         | seit 2018            | Vertretung       |
| Florian Weiss         | seit 2021            | Hauptmoderator   |
| Ehemalige Moderatoren | Jahre                | Bemerkung        |
| Susanne Stichler      | 1999–2003            | Hauptmoderatorin |
| Henning Quanz         | 2000–2001            | Hauptmoderator   |
| Ingo Nommsen          | 2000–2020            | Hauptmoderator   |
| Stephanie Schmidt     | 2001–2003            | Hauptmoderatorin |
| Eva Mühlenbäumer      | 2019–2020            | Vertretung       |

## Experten
- Cynthia Barcomi Friedman: Expertin für Backen und Kochen seit Juli 2012
- Brigitte Bäuerlein: Ernährungsexpertin seit September 2007
- Nadia-Alexia Challah: Expertin für griechische Küche seit 2023
- Christian Ehrlich: Tierfilmer, Experte seit 2019
- Flo Feustel: Interieur-Designer, Upcycler, Experte seit 2020
- Michael Frings, Florist, Experte seit 2018
- Carsten Goms: Grill-Experte seit 2016
- Dana Hoffmann: erklärt als „Besserwisserin“ Kuriositäten des Alltags, Expertin seit 2021
- Michael Terhaag: Rechtsanwalt, Experte für Internet- und Medienrecht seit 2006
- Anja Koenzen: Gartenfachfrau, Expertin seit 2018
- Mario Kotaska: Koch, Experte seit 2019
- Stefania Lettini: Expertin für italienische Küche seit 2019
- Elmar Mai: Garten-Experte seit 1999
- Ute Märker: Stylistin, Expertin seit 2006
- Halima Pflipsen: Expertin für marokkanische Küche seit November 2022
- Armin Roßmeier: Koch, Experte seit 2001
- Anna Sänger: Handwerkerin, Expertin seit 2023
- Nic Shanker: Barkeeper, Experte seit 2016
- Christoph Specht: Arzt und Medizinjournalist, Experte seit 2011
- Mick Wewers: Handwerker, Experte seit 2009